# Flikig sköldlav
Flikig sköldlav (Melanohalea laciniatula) är en lavart som först beskrevs av Camille Flagey och Henri Jacques François Olivier, och fick sitt nu gällande namn av O.Blanco, A.Crespo, Divakar, Essl., D.Hawksw. och Helge Thorsten Lumbsch. Flikig sköldlav ingår i släktet Melanohalea, och familjen Parmeliaceae. Arten är reproducerande i Sverige.

## Bildgalleri

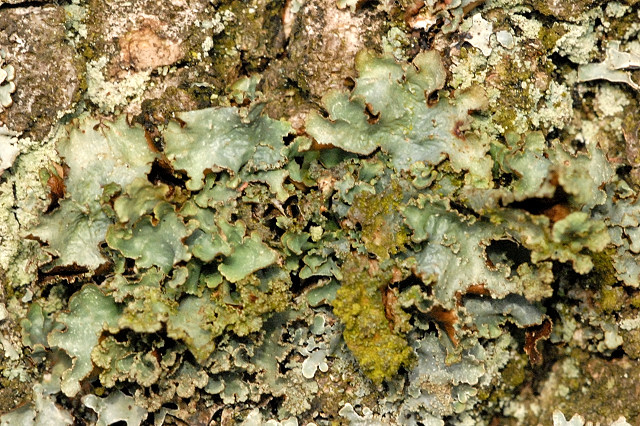
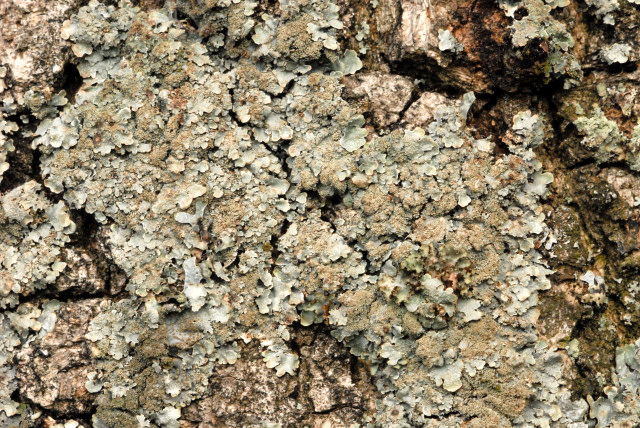
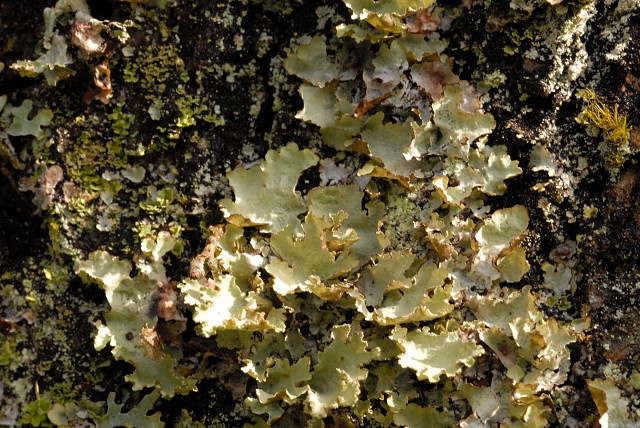
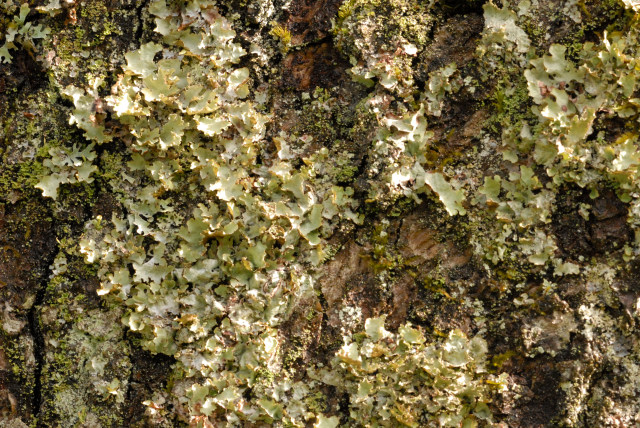